# NT Водолея
NT Водолея (лат. NT Aquarii), HD 209779 — одиночная переменная звезда в созвездии Водолея на расстоянии приблизительно 119 световых лет (около 36 парсеков) от Солнца. Видимая звёздная величина звезды — от +7,63m до +7,57m.

## Характеристики
NT Водолея — жёлтый карлик, вращающаяся переменная звезда типа BY Дракона (BY) спектрального класса G0V или G5V. Эффективная температура — около 5701 К.